# トゥトラカン
トゥトラカン（ブルガリア語: Ту̀тракан, ラテン文字転写: Tutrakan）は、ブルガリア北東部のシリストラ州にある町。同名のトゥトラカン市の行政の中心地である。
南ドブルジャ地方西端のドナウ川右岸、ルーマニアのオルテニツァの対岸に位置する。オルテニツァとはかつてフェリーが運航されていたが、現在は就航していない。ルセの東58キロメートル、シリストラの西62キロメートルにあたる。人口は9476人（2009年12月）。
南極のリヴィングストン島にあるトゥトラカン峰は、この町の名前に由来する。

## 歴史
1世紀半ば、ローマ帝国によって都市が建設され、トランスマリスカ (Transmarisca) と命名された。トランスマリスカは次第に増強され、4世紀のディオクレティアヌスの時代にはドナウ川国境有数のローマの拠点となった。
古代の市街と城砦は7世紀初頭に破壊され、7世紀末に現在の地名を持つ新しい市街が形成された。中世を通じてブルガリア帝国に服属したが、14世紀にオスマン帝国に征服された。
1877年から翌年の露土戦争でオスマン帝国の支配から解放され、ブルガリア王国領となった。第二次バルカン戦争後はルーマニア王国に編入されたが、1940年のクライヨーヴァ条約でブルガリアに復帰した。
第一次世界大戦中にはトゥトラカンの戦いで、ブルガリアとドイツ帝国の中央同盟軍がルーマニア軍を撃破した。
今日は活気ある漁師町となっており、その風情が感じられる一角には観光客やサイクリストが訪れる。

## ギャラリー

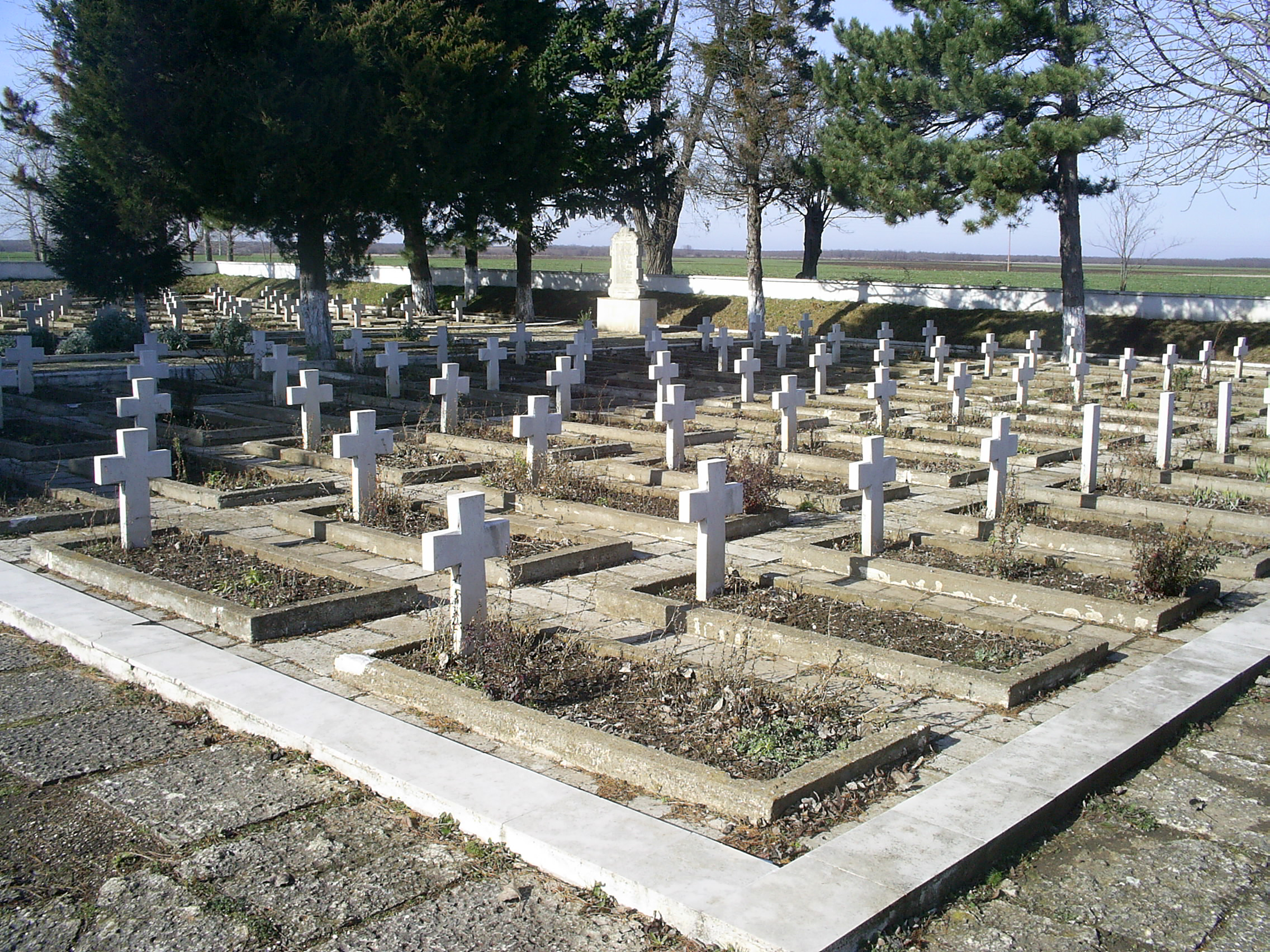
1764年に亡くなったブルガリア兵の集団墓地
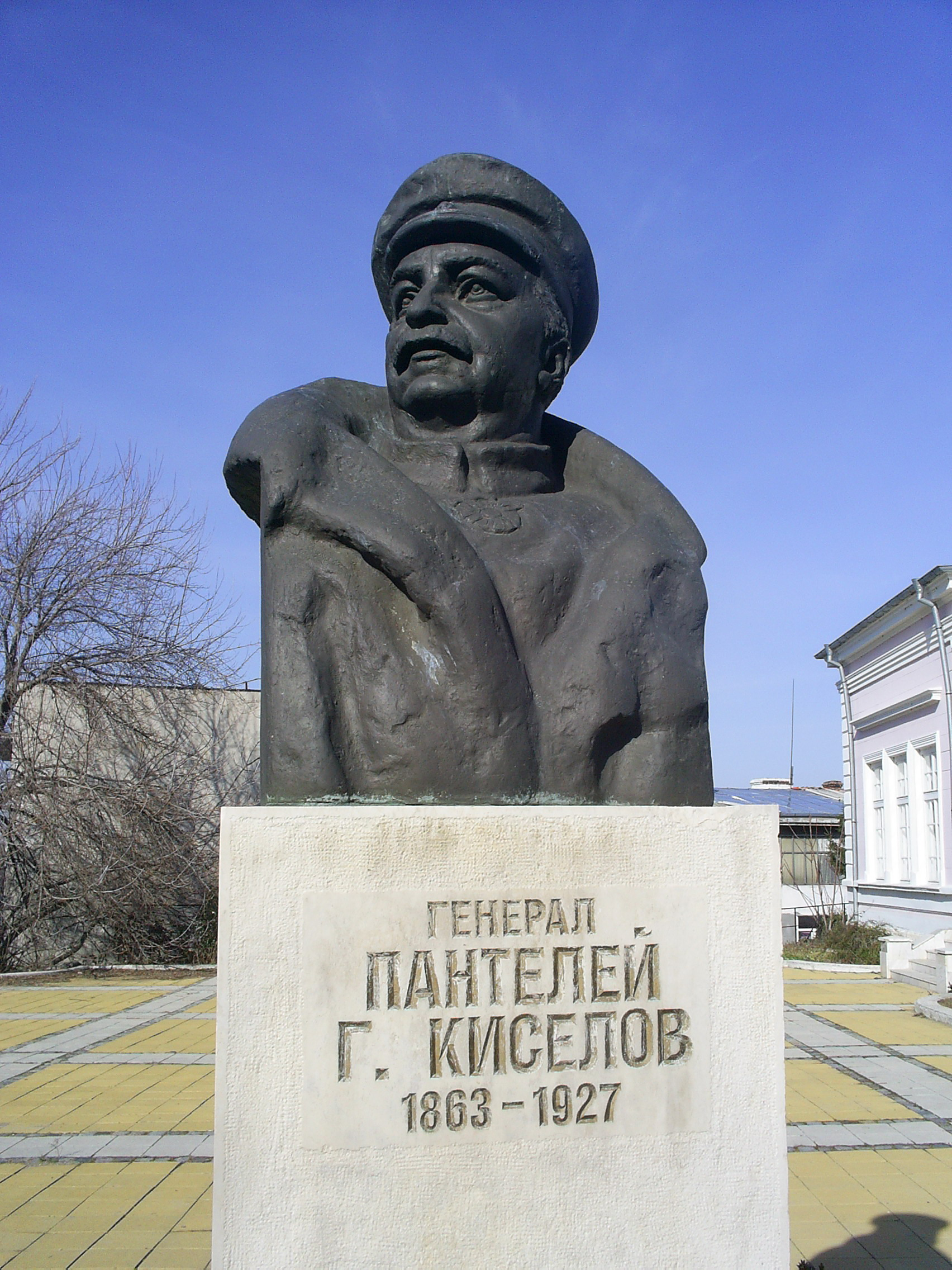
ブルガリアの将軍パンテレイ・キセロフの胸像。第一次世界大戦中、南ドブルジャ地方を解放した